# Erica Prugger
Erica Prugger (Ortisei, 22 giugno 1945) è un'ex slittinista italiana.

## Biografia
Nata a Ortisei, in Alto Adige, nel 1945, a 18 anni ha partecipato ai Giochi olimpici di Innsbruck 1964, nel singolo, arrivando 13ª in 4'13"19.
Nel 1965 e 1967 ha preso parte ai Mondiali, rispettivamente a Davos e Hammarstrand, sempre nel singolo, terminando rispettivamente 15ª e 17ª. Sempre nel 1967 ha partecipato agli Europei di Schönau am Königssee nel singolo e nel doppio, arrivando 16ª nel primo e 15ª nel secondo.
A 22 anni ha preso parte di nuovo alle Olimpiadi, quelle di Grenoble 1968, sempre nel singolo, terminando 21ª con il tempo di 2'44"21.